# Jean Deudon
Jean Henri Georges Deudon (Paris, 31 de outubro de 1913 - Saint-Cloud, 1 de novembro de 1991) foi um alpinista e espeleólogo francês.
Como espeleólogo foi co-fundador e presidente do Spéléo-club de Paris, e como alpinista foi considerado como um varapisa excelente, pelo que foi escolhido para tomar parte na primeira expedição francesa ao Karakoram, no Himalaia, que foi realizada em 1936 e chefiada por Henry de Ségogne.
Tal como Pierre Allain e Marcel Ichac, entre outros, fez parte do Groupe de Bleau, que às porta de Paris foi uma autêntica escola do alpinismo.